# Municipio de Teocuitatlán de Corona
El municipio de Teocuitatlán de Corona es un municipio de la región Lagunas del estado de Jalisco, México. Se encuentra aproximadamente a 64 km al sur de Guadalajara. Según el II Conteo de Población y Vivienda de 2005, el municipio tenía 10,226 habitantes. Su nombre se interpreta como "Junto al Oro". Su extensión territorial es de 409.98 km² y la población se dedica principalmente al sector primario.

## Toponimia
La palabra  teocuitatlán proviene de la unión de los vocablos náhuatl, teocuítlatl (oro) y tlan (entre); lo cual se interpreta como: "Junto al Oro". Se le agregó "de Corona" en honor de Ramón Corona.

## Historia
Este lugar estuvo gobernado por el señorío de Tzaullan. Sus primitivos pobladores eran de la tribu de los cocas. En 1521 llegó al lugar el capitán Juan Álvarez Chico y en 1523 lo hizo  Alonso de Ávalos. El primer ayuntamiento comenzó a fungir el 1 de enero de 1845, según decreto del 6 de octubre de 1844; el mismo decreto lo erigió en municipio.
El 15 de febrero de 1890 se dio a la cabecera municipal el nombre de Teocuitatlán de Corona en honor de Ramón Corona (gobernador de Jalisco), quién realizó una fecunda labor a favor de la entidad. Desde 1825 perteneció al 4° cantón de Sayula; en 1872 la cabecera del departamento de Zacoalco se traslada a Teocuitatlán.

## Descripción geográfica

### Ubicación
Teocuitatlán de Corona se localiza al sureste del estado, entre las coordenadas 20°1′30″ a 20° 12' 30" de latitud norte y 103°11′20″ a 103°30′ de longitud oeste, a una altitud de 1375 metros sobre el nivel del mar.
El municipio colinda al norte con los municipios de Zacoalco de Torres, Jocotepec y Tuxcueca; al este con los municipios de Tuxcueca y Concepción de Buenos Aires; al sur con los municipios de Atoyac; al oeste con los municipios de Atoyac y Zacoalco de Torres.

### Orografía
La mayor parte de su superficie está conformada por zonas semiplanas (40%) que se localizan en el este, noroeste y sur del municipio, y zonas planas (40%) en el noroeste y sureste, el resto son zonas accidentadas (20%). Gran parte de este municipio se encuentra en las estribaciones de la Sierra del Tigre. En la parte noroeste se encuentra una porción del Valle de Sayula, y en la parte sur y este se localiza la zona montañosa de la sierra.
Suelos: La composición de los suelos es de tipos predominantes Feozem Háplico con Vertisol Háplico y Regosol Eutrico con Cambisol Crómico. El municipio tiene una superficie territorial de 41,267 hectáreas, de las cuales 14,149 son utilizadas con fines agrícolas, 16,602 en la actividad pecuaria 5,800 son de uso forestal, 480 son suelo urbano y 3,967 hectáreas tienen otro uso, no especificándose el uso de 269. En lo que a la propiedad se refiere, una existiendo propiedad comunal. De 269 hectáreas no se especifica el tipo de propiedad.

### Hidrografía
El municipio pertenece a la región hidrológica Lerma-Chapala-Santiago. Sus recursos hidrológicos son proporcionados por las siguientes corrientes: río Teocuitatlán; los arroyos de caudal permanente: Citala, Los Laureles y Bembérica; el arroyo de temporal San Miguel del Frijol; los manantiales termales: Atotonilco, San José de Tula, San Joaquín, y las presas: El Saucito, El Bejarano, Huejotitlán y Santa Rosa, y la Laguna de Sayula.

### Clima
El clima es semiseco, con otoño, invierno y primavera secos, y semicálido, sin cambio térmico invernal bien definido. La temperatura media anual es de 21.1°C, con máxima de 39.6 °C y mínima de 6 °C. El régimen de lluvias se registra entre los meses de junio y octubre, siendo los meses de mayo y junio los más calurosos. Cuenta con una precipitación media de 579.8 milímetros.

### Flora y fauna
Su vegetación se compone básicamente de pino, Encino , Roble, Hizache, Mezquite, Guamúchil y Nogal   El venado, el conejo, la ardilla y el tlacuache habitan esta región.

## Demografía

### Localidades
En el censo de 2020 el municipio de Teocuitatlán de Corona contaba con 33 localidades.
| Código INEGI      | Localidad              | Población (2020) |
| ----------------- | ---------------------- | ---------------- |
| 140920001         | Teocuitatlán de Corona | 3 986            |
| 140920004         | Citala                 | 1 093            |
| Otras localidades | Otras localidades      | 5 960            |
| Total municipal   | Total municipal        | 11 039           |

## Economía

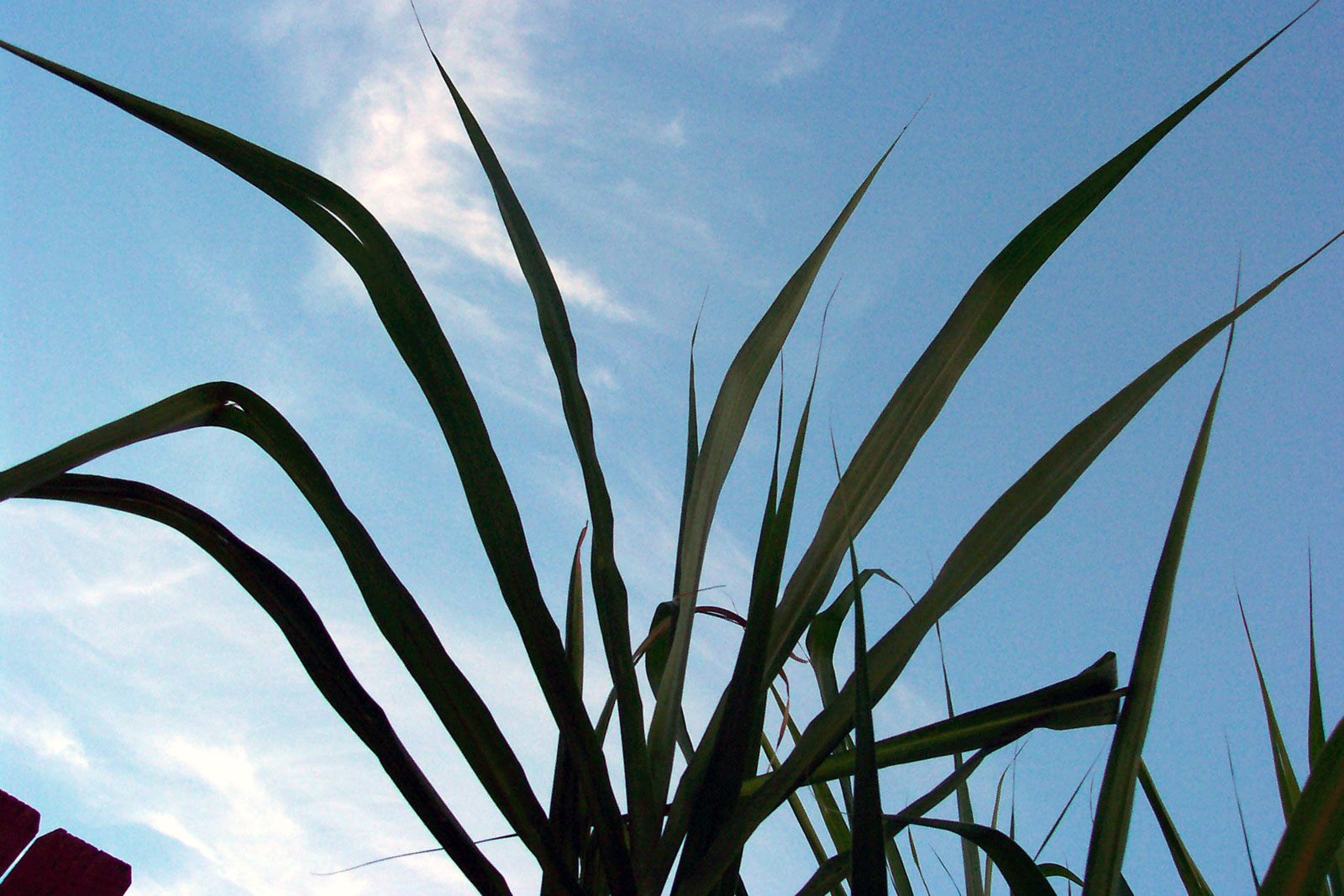
Se cultiva la caña de azúcar en el municipio.

El 47.67% de los habitantes se dedica al sector primario, el 19.31% al sector secundario, el 30.37% al sector terciario y el resto no se específica. El 26.55% de la población se encuentra económicamente activa. Las principales actividades económicas son: agricultura, ganadería y servicios.
- Ganadería: Se cría ganado bovino, equino, caprino y porcino. Además de aves y colmenas.

- Agricultura: Destacan el maíz, sorgo, frijol y caña de azúcar.

- Comercio: Predominan los establecimientos dedicados a la venta de productos de primera necesidad y los comercios mixtos que venden artículos diversos.

- Servicios: Se prestan servicios profesionales, técnicos, comunales, sociales, personales y de mantenimiento.

- Turismo: Destaca las obras arquitectónicas religiosas.

## Infraestructura
- Educación

El 89,33% de la población es alfabeta, de los cuales el 31,87% ha terminado la educación primaria. El municipio cuenta con 17 preescolares, 25 primarias, 7 secundarias y 2 bachilleratos.
- Salud

La atención a la salud es atendida por la Secretaría de Salud, el Instituto Mexicano del Seguro Social y por médicos particulares. El Sistema para el Desarrollo Integral de la Familia (DIF) se encarga del bienestar social. Cuenta con 9 casas de salud, 1 módulo y 3 unidades de salud.
- Deporte

El municipio cuenta con centros deportivos que tienen en su conjunto instalaciones adecuadas para llevar a cabo diversos deportes como fútbol, voleibol, baloncesto (basquetbol) y juegos infantiles. Además posee centros culturales, plaza, parques, jardines, biblioteca, centro social,  cine, museo, lienzo charro y centros recreativos.
- Vivienda

Según el II Conteo de Población y Vivienda, cuenta con 2.732 viviendas, las cuales generalmente son privadas. El 97,33% tiene servicio de electricidad, el 81,0% tiene servicio de drenaje y agua potable. Su construcción es generalmente a base de concreto, ladrillo y/o adobe.
- Servicios

El municipio cuenta con servicios de agua potable, energía eléctrica, alcantarillado, alumbrado público, mercado, rastro, cementerios, vialidad, aseo público, seguridad pública y tránsito, parques, cementerio, jardines, centros recreativos y deportivos.
En cuanto a los servicios básicos, el 96,6% de los habitantes disponen de agua potable, el 81,9% de alcantarillado y el 97,3% de energía eléctrica.
- Medios y vías de comunicación

Cuenta con correo, teléfono, servicio de radiotelefonía, telégrafo, fax, señal de radio, televisión y celular. El transporte interurbano se efectúa a través de la carretera Guadalajara - Ciudad Guzmán. Cuenta con una red de carreteras rurales que comunican las localidades. Hay autobuses públicos y vehículos de alquiler.

## Demografía
Según el II Conteo de Población y Vivienda del INEGI, el municipio tiene 10,226 habitantes, de los cuales 4,881 son hombres y 5,345 son mujeres; el 0.24% de la población son indígenas huastecos.
| 13,020                     | 12,766 | 11,817 | 10,226 |
| (Fuente: [cita requerida]) |        |        |        |

### Religión
El 96.61% profesa la religión católica; sin embargo, también hay creyentes de los Testigos de Jehová, Protestantes, Adventistas del Séptimo Día, Mormones, y otras doctrinas. El 0.93% de los habitantes ostentaron no practicar religión alguna.

## Cultura

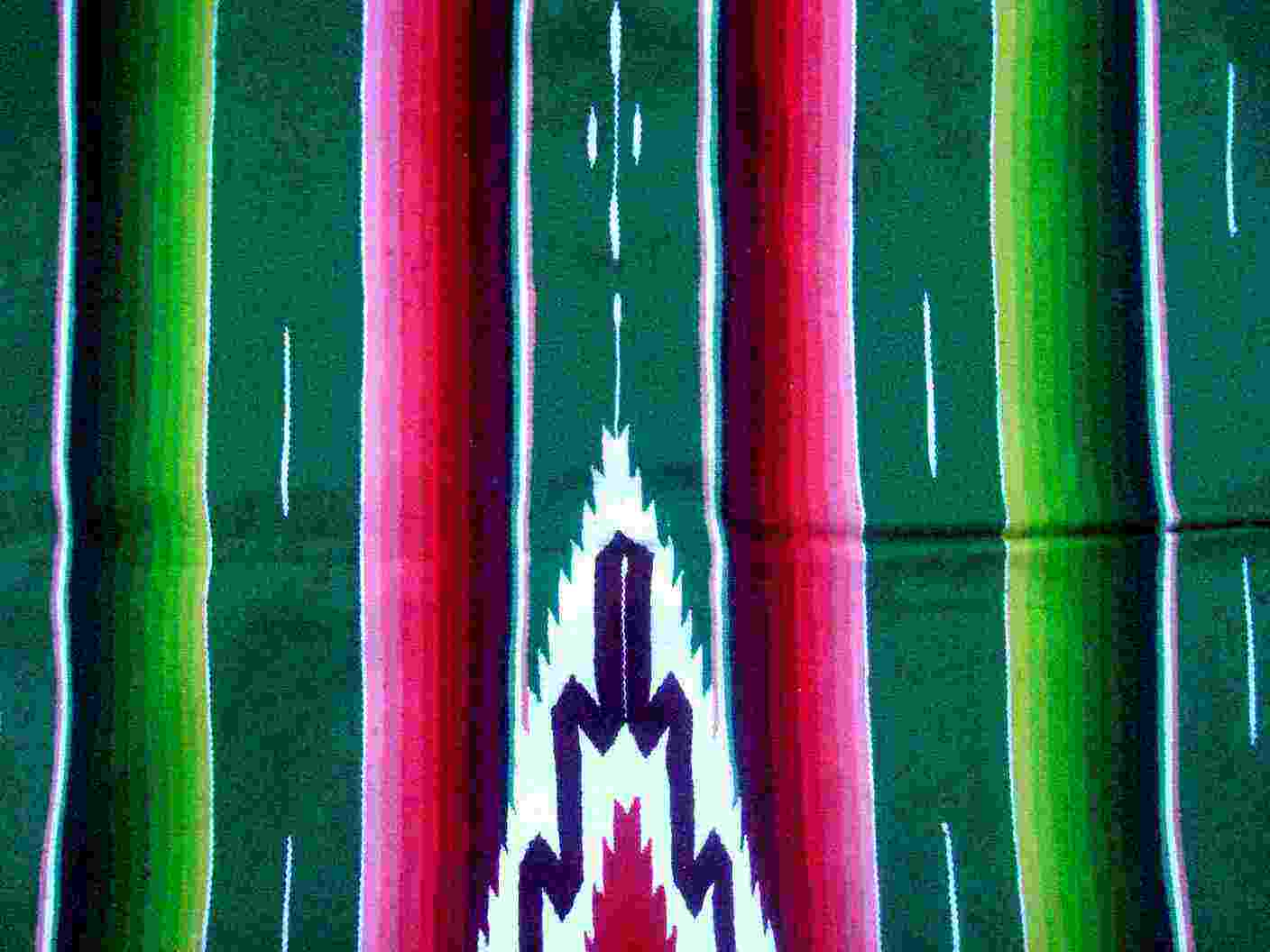
se elaboran sarapes en el municipio.

- Artesanías: Elaboración de: huaraches, talabatería y sarapes de lana.
- Trajes típicos: El traje de charro para el hombre y el vestido de china poblana para la mujer.
- Gastronomía: De sus alimentos destaca la birria y la cecina; de sus dulces, el piloncillo; y de sus bebidas, el ponche de frutas y el pulque.

### Sitios de interés
| Arquitectura - Parroquia de San José de Gracia. - Templo de San Miguel. - Santuario de Teocuitatlán. - Colegio Guadalupe. - Hacienda de San José. | Parques y reservas - Cerro Alameda. - Cerro Colorado. - Cerro de Teocuitatlán. - Cerro García Piña. |

### Fiestas
Fiestas civiles
- Aniversario de la Independencia de México: 16 de septiembre.
- Aniversario de la Revolución mexicana: El 20 de noviembre.
- Feria taurina: Del 1 al 12 de diciembre.

Fiestas religiosas
- Semana Santa: jueves y viernes Santos.
- Día de la Santa Cruz: el 3 de mayo.
- Fiesta en honor de la Virgen de Guadalupe: del 1 al 12 de diciembre.
- Fiesta en honor de Santa Ana: el 26 de julio.
- Fiesta en honor de la Purísima Concepción: del 29 de noviembre al 12 de diciembre.
- Fiesta en Honor de San Miguel Arcángel: el 29 de septiembre.

### Personas destacadas
- Donato Guerra (1832-1876). Militar y gobernador de Jalisco.
- Ramón Corona (1837-1889). Militar y gobernador de Jalisco.
- Cenobio Sauza Madrigal. Iniciador de la industria tequilera.
- Ramón Castro Castro, actual obispo de Cuernavaca, también fue obispo de Campeche.

## Gobierno
Su forma de gobierno es democrática y depende del gobierno estatal y federal; se realizan elecciones cada 3 años, en donde se elige al presidente municipal y su gabinete. El presidente municipal es Carlos Eduardo Hernández Flores, militante del PAN, el cual fue elegido durante las elecciones democráticas celebradas el 5 de julio de 2015.
El municipio cuenta con 29 localidades, siendo las más importantes: Teocuitatlán de Corona (cabecera municipal), Citala, San José de Gracia, San Juan Citala, La Milpilla, Colonias del Gavilán, Tierra Blanca, Atotonilco, Puerta de Citala.